# Arjen Lenstra
Arjen Klaas Lenstra, né le 2 mars 1956 à Groningue, est un cryptologue néerlandais.

## Biographie
Après un doctorat en informatique et en mathématiques sous la direction de Peter van Emde Boas, il part aux États-Unis en 1984 pour enseigner à l'Université de Chicago. Durant les années 1990, avec son équipe des laboratoires de Bellcore dans le New Jersey, il réussit à factoriser à plusieurs reprises des nombres RSA (RSA-129, RSA-130, RSA-155). Lenstra s'est particulièrement intéressé à la factorisation en publiant plusieurs documents à ce sujet.
En 2004, il rejoint Bell Labs et devient professeur à l'université technique d'Eindhoven. En collaboration avec Xiaoyun Wang et Benne de Weger, il publie une attaque pour générer des collisions sur les certificats X.509. Lenstra est aussi à l'origine d'une fonction de hachage basée sur le logarithme discret : VSH.
Depuis 2006, il est professeur à l'École polytechnique fédérale de Lausanne où un centre consacré à la sécurité de l'information a vu le jour sous sa direction.